# Baby fútbol
El baby fútbol o pony futbol es un deporte derivado del fútbol de once jugadores muy practicado en el Cono Sur (Argentina, Chile y Uruguay). La palabra baby hace referencia a algo pequeño, que en este caso tiene que ver con la edad y el número de jugadores, el tamaño de la cancha y del balón.
Este deporte se destaca por ser un juego competitivo, en donde la rapidez para llevar el balón al área contraria es primordial.
En el baby fútbol se aplican las mismas reglas del fútbol que el reglamento FIFA y el International Football Association Board, solamente con algunas modificaciones en las reglas: 1, 2, 3, y 7. La regla 11 "El fuera de juego" no se aplicará en el baby fútbol, la regla 12 "Faltas e incorrecciones" se modifican algunos detalles solamente a niños de 5 a 10 años, detalles como "la falta técnica del arquero" no se castigará como una falta, pero el árbitro debe explicarle y enseñarle, tampoco se deberán mostrar tarjetas amarillas ni rojas a jugadores menores de 10 años, se castiga conforme a la regla pero el árbitro debe comunicarle al delegado/a del equipo.
También la regla 15 "saque de banda" se modifica a menores de 10 años, en caso de que haga mal el saque, debe repetirlo el mismo jugador y el árbitro tiene obligación de explicarle cómo debe hacerse.

## Duración del partido
- El partido se comprende de dos tiempos de 30 minutos cada uno y un intermedio de cinco minutos.
- En caso de empate se llevará a una tanda de penales

## Balón en juego o fuera de juego.
a) Cuando ha traspasado completamente una línea de banda o de meta, ya sea por tierra o por aire.
b) Cuando el juego ha sido interrumpido por el árbitro.
pasando la mitad de la cancha
- El balón está en juego en todo momento, desde el comienzo hasta el fin del partido, incluso en los casos siguientes:

a) El rebote dentro del terreno de juego después de haber tocado un poste o larguero de los arcos.
b) Si rebota dentro del terreno de juego después de haber tocado al árbitro.

## Tanto marcado (gol)
- El gol debe marcarlo un jugador del equipo atacante, y lo más importante dentro del área penal. Son válidos los goles de cabeza y los goles de volea realizados desde cualquier punto de la cancha.
- Son válidos los autogoles y los goles de cabeza realizados desde cualquier punto de la cancha.
- Con el puntapié de partida no se puede meter un gol con tiro directo.
- Después de un gol, el juego se reinicia como al principio del partido, por un jugador del equipo contrario al que marcó el tanto.
- El bando que haya marcado mayor número de tantos, ganará el partido; si no se ha marcado ningún tanto, o si ambos equipos han logrado igual número de ellos, el partido se declarará empatado con excepción de que algún reglamento diga que este deba definirse por lanzamientos de penales.
- los goles de taquito en el área se encuentran prohibidos.
- luego del gol, los jugadores deben de estar por completo en cada lado que corresponda, si al iniciar el juego luego del gol y un jugador no a pasado a su campo, este gol quedara inválido.

## Faltas
Se considerarán como faltas o incorrecciones a:
- Dar o intentar dar un puntapié a un adversario, cargar violentamente o peligrosamente a un contrario, cargar por detrás a un adversario, golpear o intentar golpear a un adversario, cargar al contrario, jugar el balón con la mano.
- No se podrá barrer el jugador en ninguna parte del terreno esto se cobra como falta por jugada peligrosa, el arquero será el único en poder hacer esta maniobra pero tiene que ser solo dentro del área, y fuera de esta será sancionado como cualquier jugador.

- El jugador será castigado con tiro libre, concedido al equipo contrario.
- Si es que alguna de las faltas nombradas anteriormente son realizadas dentro del área, se concederá un penal al equipo contrario como sanción.

Un jugador será amonestado:
- Si ingresa al terreno de juego sin que el árbitro le haya dado una señal precedentemente.
- Si el árbitro ha concedido un tiro libre por alguna de las faltas señaladas anteriormente, y un jugador protesta violentamente o con lenguaje injurioso, será expulsado de la cancha, y el tiro libre no podrá ser ejecutado hasta que el jugador infractor haya abandonado el terreno.
- por insultos a rivales, compañero, árbitro o delgado del cualquier equipo, esto será sancionado con tarjeta amarilla haciendo abandono de la cancha por 5 minutos, dejando en desventaja al equipo con un jugador menos.

- El arquero no podrá salir de su área,  la primera salida del área, el árbitro recriminara al arquero verbalmente, la segunda amarilla, y la tercera roja.

Tanto así existe tarjetas amarillas y rojas tal como en el fútbol
- la tarjeta amarilla, es mostrada en alguna jugada peligrosa siendo castigado fuera del campo de juego por 5 min o hasta que uno del equipo convirtiera un gol dentro de ese tiempo. mientras el equipo quedaría con un jugador menos.
- Dos tarjetas amarillas equivalen a una roja
- La tarjeta roja significará expulsión del campo de juego. Por lo que el equipo del jugador expulsado deberá jugar con uno menos durante todo el partido restante.
- Se sancionará especialmente toda pelea, sea dentro o fuera de la cancha, con tarjeta roja directa, sin derecho a volver a la cancha durante el resto del partido y la suspensión por otro partido.

## Saque libre
- Cuando se va a ejecutar un saque libre o indirecto, ningún jugador del equipo contrario puede aproximarse a menos de 3 pasos del balón antes de que esté en juego.
- Si algún jugador del equipo contrario se acerca a menos de los 3 pasos del balón antes de ser jugado, el árbitro deberá retrasar su ejecución hasta que se cumpla lo reglamentado.
- El balón debe estar detenido en el momento de ejecutar los saques libres, aunque no sea necesario esperar la orden del árbitro para jugarlo.
- El jugador no podrá obstruir al arquero en un saque con la mano, este debe estar detrás de la línea del área.
- al momento de sacar no podrá tirársela a un jugador al cuerpo como rebote, esto quedara inválido y el equipo contrario sacara nuevamente

## Penal
- El punto de penal estará marcado a 3 metros de la línea de valla.
- El penal se ejecutará cuando todos los jugadores a excepción del ejecutante y del arquero del equipo contrario estén fuera del área penal
- La posición reglamentaria del arquero debe ser la línea de meta entre los postes.
- Si el arquero se moviese antes del puntapié, se repetirá la jugada. Salvo si el gol es convertido, en este caso no se repetirá.
- En el lanzamiento del penal el árbitro debe dar señal de silbato antes de haberse asegurado de que todos los jugadores se encuentran colocados en posición reglamentaria.
- A diferencia del penal convencional del fútbol, en este caso el jugador debe ejecutarlo sin impulso, colocando el pie contrario al lado del balón.
- alguna definición por penales, podrá patear cualquier jugador ya esté en banca o en cancha excepto algún jugador que haya tenido roja en el encuentro (no podrá patear penal), el arquero podrá patear solamente cuando no haya más jugadores en lista.

## Saque de banda
- Se efectuará saque de banda cuando el balón salga de las líneas laterales del terreno de juego.
- Si se produce saque de banda favorable al equipo que ataca y este se encuentra antes de la línea divisoria del campo de juego, este deberá sacar sin que el balón traspase la mitad del terreno.
- Si se produce saque de banda favorable al equipo atacante y este se encuentra antes de la línea divisoria del campo de juego y este desea sacar más allá de la mitad del terreno, el balón deberá dar un bote antes de que traspase la mitad de cancha.
- Si el saque de banda se va a realizar cerca del área rival, el balón no debe traspasar la línea de área.
- El balón no puede dar bote dentro del área en un saque de costado.
- En el saque lateral el jugador contrario no podrá ingresar al área dejando que el arquero reciba libremente el balón.
- El saque de banda podrá ser jugado en forma rápida a ras de suelo.
- Si los saques de banda no se efectuasen correctamente, el equipo será sancionado otorgándose el saque para el equipo contrario.
- Si el jugador que saca el saque de banda al momento de efectuarlo pisa la línea, deberá jugar el otro equipo.
- Si el jugador rival saca de lateral y en una jugada el rival patea fuera de la línea del área, rebotando en un jugador del mismo equipo se deberá sacar nuevamente de lateral el equipo atacante; de lo contrario si sale de córner y pasa dicho evento es gol.

## Saque de esquina (córner)
- Se efectuará cuando el balón traspase la última línea del campo ya sea por tierra o por aire habiendo sido lanzada por un jugador del equipo contrario.
- La distancia entre el jugador ejecutante de saque y el jugador que defiende el córner, debe ser de a lo menos 3 pasos de la esquina.
- El saque puede ser efectuado con el pie o con las manos según explique el reglamento interior del campeonato.
- El saque de esquina puede realizarse de manera libre.

- El saque de esquina tiene que ser sobre la cintura, de lo contrario se considera falta con un saque lateral del equipo contrario contrario.

## Diferencias con el fútbol sala
- La cancha de baby fútbol es mucho más pequeña, ya que mide 15 × 28 m[2] (o 16 × 26 m).[1] En el fútbol sala, la medida máxima es de 25 × 42 m.